# Cinema da Palestina
O cinema da Palestina é uma indústria relativamente jovem quando comparada ao cinema árabe, sendo também que muitos filmes palestinos são produzidos com fundos e apoio da Europa e de Israel. Nem todos os filmes palestinos são gravados em árabe e alguns são  até produzidos em inglês, francês e hebraico.

## História

### Período inicial (1935-1948)
Em geral, acredita-se que o primeiro filme palestiniano realizado é um documentário sobre a visita do rei Ibn Saud da Arábia Saudita em 1935 à Palestina, feita por Ibrahim Hassan Sirhan em Jaffa. Sirhan seguiu o rei saudita na sua visita pela Palestina e o resultado foi um filme mudo que se apresentou nos festivais de Nabi Rubin. Após este documentário, Sirhan associou-se com Jamal al-Asphar para produzir um filme de 45 minutos chamado The Realized Dreams, com o objectivo de "promover a causa dos órfãos". Sirhan e al-Asphar também produziram um documentário sobre Ahmad Hilmi Pasha, membro do Alto Comité Árabe.
Em 1945 Sirhan fundou o estúdio de produção "Arab Filme Company" juntamente com Ahmad Hilmi al-Kilani. A companhia lançou a longa-metragem Holiday Eve, que foi seguido pelo filme A Storm at Home. Ambos os filmes desapareceram em 1948, quando Sirhan teve que fugir de Jaffa após a cidade ser bombardeada.

### Segundo período (1948-1967)
O êxodo palestiniano de 1948 (conhecido em árabe como Nakba) teve um efeito devastador na sociedade palestiniana, incluindo na sua pequena indústria cinematográfica. Os esforços cinematográficos, que requerem infraestrutura, equipas profissionais e fundos orçamentais, quase cessaram durante duas décadas. Ainda assim, alguns palestinianos participaram na produção cinematográfica de vários países vizinhos. Sirhan participou na produção da primeira longa-metragem jordana, The Struggle in Jarash, (1957), e outro palestiniano, Abdallah Ka´wash, dirigiu a segunda longa-metragem da Jordânia, My Homeland, My Love, em 1964.

### Terceiro período (1968-1982)
Em 1967 o cinema palestiniano obteve o auspicio da companhia PLO, financiada pelo partido político Fatah e outras organizações palestinianas como o PFLP e o DFLP. Neste período realizaram-se mais de 60 filmes, na sua maioria documentários. O primeiro festival de cinema dedicado aos filmes palestinianos celebrou-se em Bagdade em 1973. Essa cidade também foi sede dos dois seguintes festivais de cinema palestinianos, em 1976 e 1980. Mustafa Abu Ali foi um dos primeiros directores de cinema palestinianos e ajudou a fundar a Associação de Cinema Palestiniano em Beirute, em 1973. Só se fez um filme dramático durante o período, a saber, O regresso a Haifa, em 1982, uma adaptação da curta novela de Ghassan Kanafani.

### Quarto período (1980-presente)
O filme dramático de 1996 Crónica de um desaparecimento recebeu reconhecimento internacional e converteu-se no primeiro filme palestiniano a ter uma estreia nacional nos Estados Unidos. Um filme emergente para seu género, ganhou um "Prémio ao Novo Director" no Festival Internacional de Cinema de Seattle e um "Prémio Luigi De Laurentiis" no Festival de Cinema de Veneza. Entre os directores destacáveis deste período encontram-se:
- Michel Khleifi
- Rashid Masharawi
- Ali Nassar
- Elia Suleiman

Em 2008 produziram-se três longas-metragens e oito curtas-metragens palestinianas, um número recorde de produções nesse momento. Em 2010, o Hamas, a autoridade governamental na Faixa de Gaza, anunciou o lançamento de um novo filme titulado A grande libertação, que mostra a destruição de Israel por parte dos palestinianos.
Actualmente na Faixa de Gaza todos os projectos cinematográficos devem ser aprovados pelo Ministério de Cultura do Hamas antes de se poder exibir em público. Cineastas independentes têm afirmado que o Ministério de Cultura reprime os conteúdos que não se ajustam aos objectivos religiosos e políticos do Hamas. Num caso notável de 2010, o Hamas proibiu a curta-metragem Something Sweet, dirigido por Khalil al-Muzzayen, que teve relevância internacional e foi exibido no Festival de Cinema de Cannes. O Hamas proibiu que se exibisse localmente devido a uma cena de quatro segundos na qual se mostra uma mulher com o cabelo descoberto. Em 2011, um festival de cinema organizado pelo Centro de Assuntos da Mulher de Gaza incluiu documentários e peças de ficção sobre temas relativos ao género feminino, mas o Ministério de Cultura censurou numerosas cenas. Num filme teve-se que eliminar uma cena na qual uma mulher descobriu um dos seus ombros e em outro filme eliminou-se uma cena que mostrava um homem a realizar um juramento.